# Olympia Undae

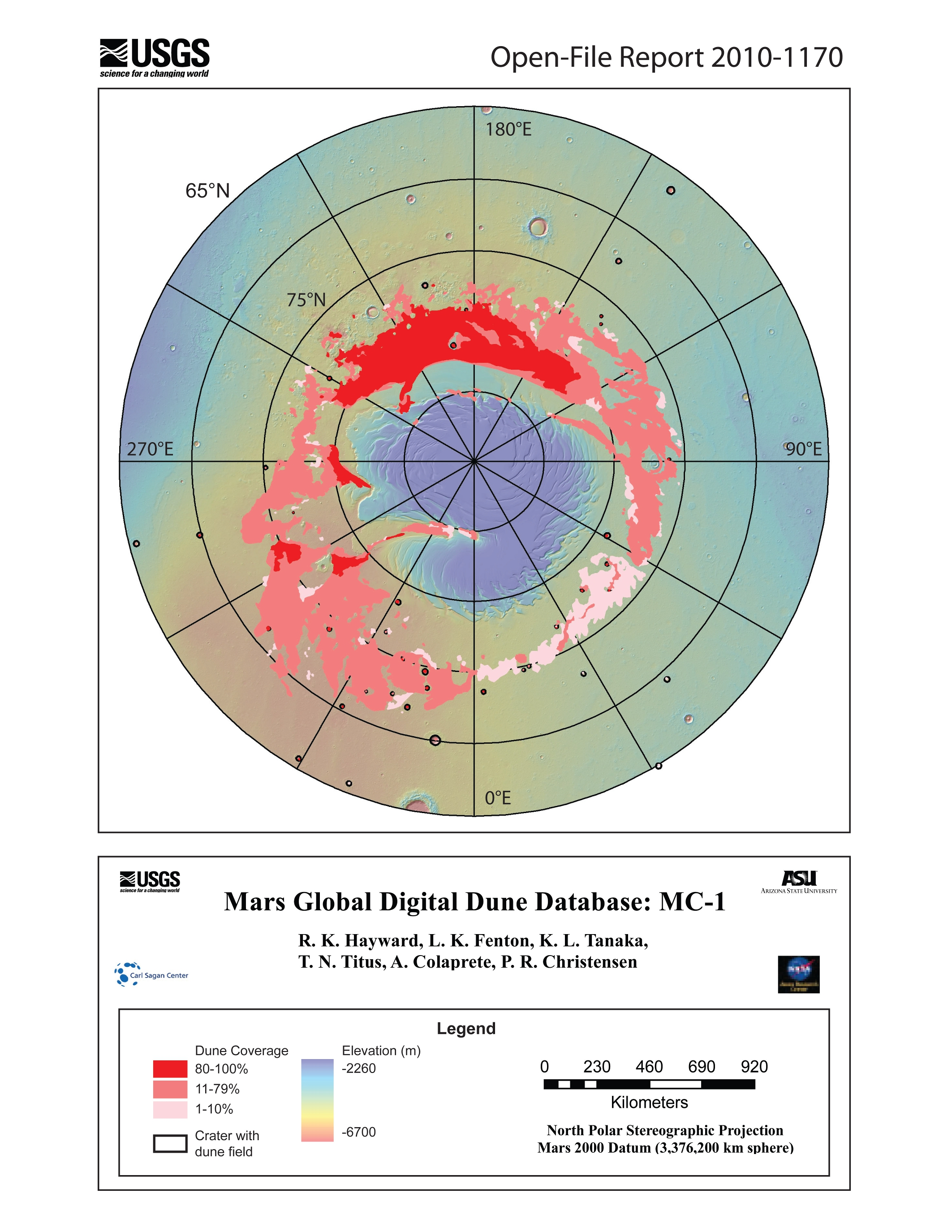
Marskarte der Mars Global Digital Database MC-1. Die den Nordpol umgebenden Dünenfelder in Rottönen. Olympia Undae (tiefrot) liegt zwischen 120° und 240° Länge

Olympia Undae ist ein riesiges Dünenfeld in der Nordpolregion des Planeten Mars. Dieser extraterrestrische Erg liegt zwischen 78° und 83° nördlicher Breite und umgürtet von 120° bis 240° Länge die Nordpolebene Planum Boreum. Er ist das größte zusammenhängende Dünenfeld auf dem Mars und wird bis zu 1100 Kilometer breit – vergleichbar in seiner Oberflächenausdehnung von 470000 Quadratkilometern mit der Rub al-Chali auf der arabischen Halbinsel, dem bedeutendsten aktiven Erg der Erde.

## Etymologie
Olympia Undae (Olympische Wellen) leitet sich ab von der griechischen Kultstätte Ὀλυμπία bzw. vom Götterberg Ὄλυμπος (Olymp) und vom Nominativ Plural des Lateinischen unda mit der Bedeutung „Welle“. Die International Astronomical Union (IAU) hat den Begriff Undae offiziell übernommen, um damit wellenartige, dünenähnliche Geländeformen auf außerirdischen Planeten zu benennen.

## Beschreibung

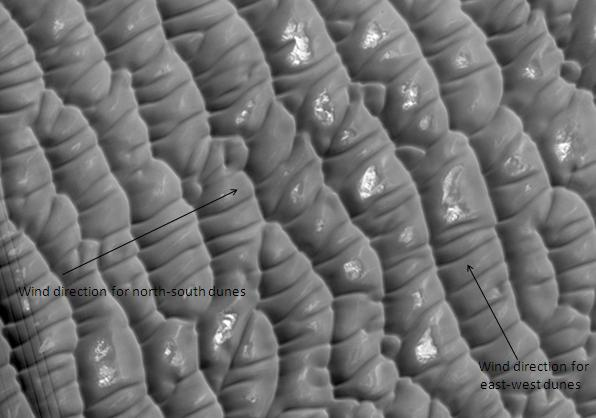
Olympia Undae, das größte Erg auf dem Mars.

Olympia Undae bildet Teil der Ebene Olympia Planum (früher Olympia Planitia), die sich südwärts an das die Nordpolkappe unterlagernde Planum Boreum anschließt. Das Dünenfeld liegt durchschnittlich 4250 Meter unter Referenznull. In der Nähe seines geographischen Zentrums befindet sich der Einschlagkrater Jojutla (bei 81,63° Nord und 169,65° Ost), der einen Durchmesser von 19 Kilometer besitzt. Seine Bezeichnung geht auf Andres Eloy Martinez Rojas, einen mexikanischen Astronom und wissenschaftlichen Schriftsteller, zurück. In Olympia Undae sind eine ganze Reihe äolischer Strukturformen vorhanden, beispielsweise Sanddecken (englisch sand sheets),  Transversaldünen (vorherrschend), einfache Barchane, Riesenbarchane und komplizierte, barchanoide Rücken. Alle diese Geländeformen treten auch auf der Erde auf.

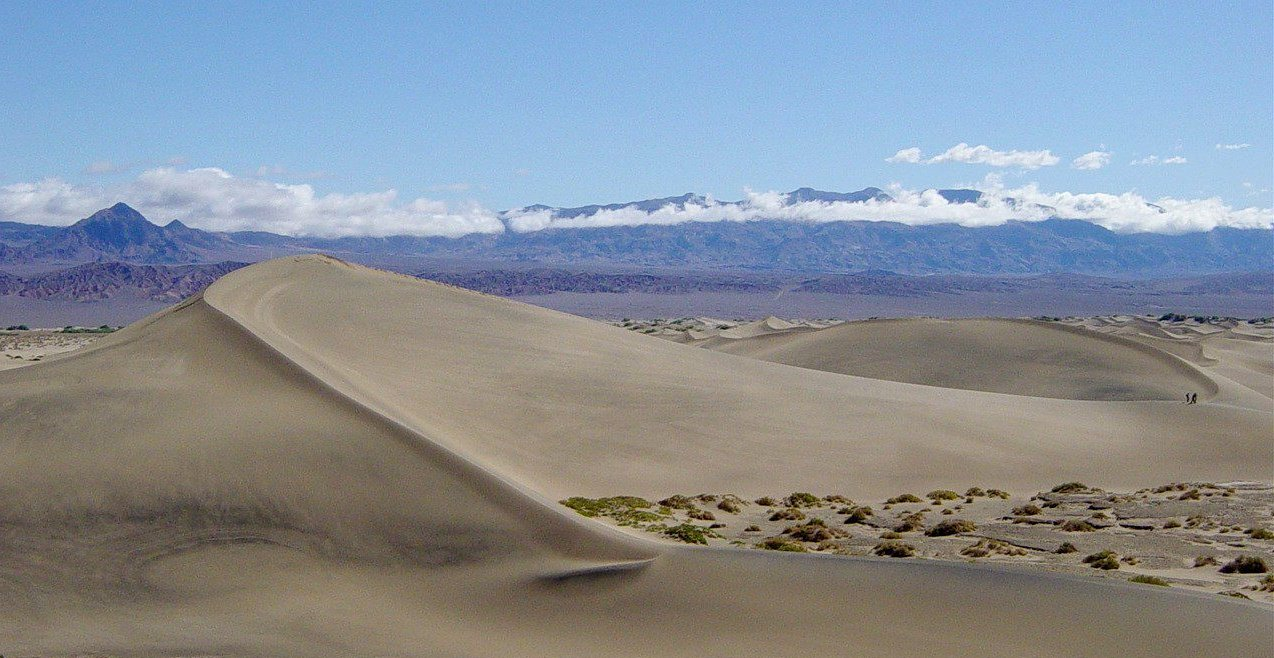
Barchan der Mesquite Flat Sand Dunes im Death Valley

Barchane sind sichelförmige Einzelstrukturen, deren spitze Enden windabwärts zeigen. Sie entstehen in Gebieten mit dünner Sandbedeckung bzw. mit niedrigem bis mäßigen Sandangebot. Kleine, einfach geformte Barchane und auch Riesenbarchane sind am Rand von Olympia Undae häufig. Barchanoide Rücken sind breite, geradlinige bis gewundene Sandansammlungen. Sie sind aus der seitlichen Überlappung individueller Barchane hervorgegangen und lassen auf ein erhöhtes Sandangebot schließen. Bei reichlich Sand bilden sich Transversaldünen – lange, barchanoide Rücken mit relativ geraden Segmenten, die senkrecht zum Wind verlaufen. Transversaldünen stellen in Olympia Undae das Gros. Der Abstand zwischen ihren einzelnen Rücken kann 200 bis 800 Meter betragen. Vergleichbare Transversaldünen auf der Erde sind 10 bis 25 Meter hoch.
Auf der Erde entstehen Sanddünen durch die springende Fortbewegung der Sandkörner (Saltation) im Windstrom. Unter Zuhilfenahme dieser Prämisse und unter Berücksichtigung der wesentlich dünneren Marsatmosphäre sowie der geringeren Schwerkraft können Wissenschaftler auf die Korngröße in den Sanddünen von Olympia Undae rückschließen. Die am leichtesten in Bewegung zu setzende Korngröße auf dem Mars beträgt 100 μm (Feinsand). Der Sand von Olympia Undae weist eine sehr dunkle Farbe auf und besteht wahrscheinlich aus Basalt. Die Oberfläche von Olympia Undae zeigt im thermischen Emissionsspektrometer TES eine deutliche Spektralsignatur des Typs 2, die auf basaltischen Andesit, verwitterten Basalt und/oder basaltische Gläser hindeutet.
Das Gesamtsedimentvolumen in Olympia Undae wird von Zuber u. a. (2009) auf 10000 ± 3000 Kubikkilometer geschätzt.

## Gipsvorkommen

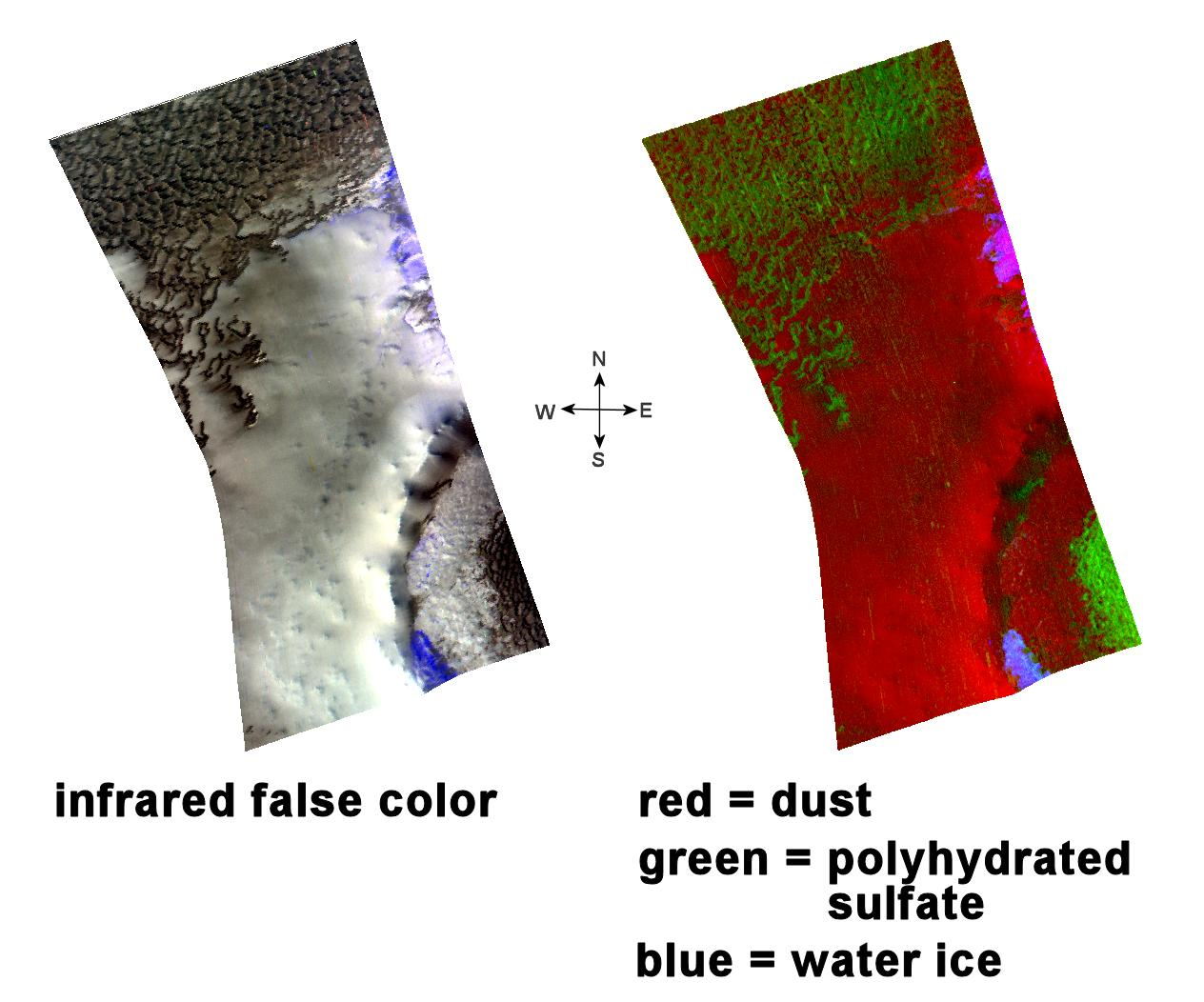
CRISM-Spektralsignal von Gips aus den Dünen von Olympia Undae.

Im Jahr 2005 entdeckte die OMEGA-Sonde von Mars Express im Ostteil der Olympia Undae (zentriert um 244,5° Länge und 80,2° Nord) hohe Gipskonzentrationen. Daten der CRISM-Sonde von Mars Reconnaissance Orbiter (MRO) legen nahe, dass die Gipskonzentrationen höher an den Dünenkämmen als in den Senken sind. Die Frage woher der Gips stammt ist noch nicht geklärt. Gips ist ein Evaporitmineral, das aus salzhaltigen Lösungen ausfällt. Seine Gegenwart deutet auf veränderte Umweltbedingungen in der Vergangenheit des Planeten Mars hin. Entstehungsmöglichkeiten von Gips sind das Schmelzen sauren Schnees oder Schmelzen mit darauf folgender Mobilisation sulphathaltiger Lösungen an der Basis der Nordpolkappe. Jedoch sind für die Anwesenheit von Gips nicht unbedingt große Wasseransammlungen wie beispielsweise in Playa-Seen erforderlich. Möglich ist durchaus, dass sich das Mineral im vulkanisch erwärmten Oberflächengrundwasser bildete und anschließend durch Winderosion und äolische Umlagerungsprozesse angereichert wurde.

## Stratigraphie
Das Erg der Olympia Undae bildet die stratigraphische Undae-Einheit lApd (vormals noch Olympia-Undae-Einheit), die ein spätamazonisches Alter aufweist und ebenfalls in anderen zirkumpolaren Dünenfeldern wie beispielsweise Abalos Undae auftritt. Die Undae-Einheit überlagert im Norden die mittel- bis spätamazonischen Schichtablagerungen der Nordpolkappeneinheit Apu und insbesondere deren Basaleinheit BU, die gelegentlich zwischen Dünenzügen freigelegt wird. Nach Süden überdeckt sie die rauen hesperischen Konstrukte der Scandia Cavi (Einheit Hpe) sowie die späthesperischen (Einheit lHl) und mittelamazonischen (Einheit mHl) Tieflandseinheiten der Vastitas Borealis.